# リペントレス
『リペントレス』（原題：Repentless）は、スレイヤーが2015年に発表したアルバム。スタジオ・アルバムとしては11作目。

## 解説
本作は、2013年5月2日にジェフ・ハンネマンが死去した後、初めて発表となったアルバムである。ギターにはゲイリー・ホルトを迎え、ドラムは脱退したデイヴ・ロンバードに代わりポール・ボスタフが復帰となった。
2014年4月には、本作発表に先行し、「インプロード」がネット上で無料配信された。アルバムには、その後新たにレコーディングされた音源が収録された。
「ピアノ・ワイアー」は、逝去したジェフ・ハンネマンが手がけた曲である。
「ホエン・ザ・スティルネス・カムズ」は、トヨタ自動車のサイオンのコマーシャル用に提供していたインストゥルメンタル楽曲に、新たに詞をつけレコーディングしたものである。
本作は、通常のCDの他、CD+DVD限定スペシャル・エディション、CD+Blu-ray限定スペシャル・エディション、アナログ盤、限定ボックス・セット、デジタル配信、全世界3000セット限定のメタル・イーグル・エディション、以上計7フォーマットで発売となる。

## 収録曲
1. ディリュージョン・オブ・セイヴィアー - "Delusions of Saviour" - 1:55
  - 作曲：ケリー・キング
2. リペントレス - "Repentless" - 3:19
  - 作曲：ケリー・キング
3. テイク・コントロール - "Take Control" - 3:14
4. ヴァイシズ - "Vices" - 3:32
5. キャスト・ザ・ファースト・ストーン - "Cast the First Stone" - 3:43
6. ホエン・ザ・スティルネス・カムズ - "When the Stillness Comes" - 4:21
  - 作曲：ケリー・キング
7. チェイシング・デス - "Chasing Death" - 3:45
  - 作曲：ケリー・キング
8. インプロード - "Implode" - 3:49
  - 作曲：ケリー・キング
9. ピアノ・ワイアー - "Piano Wire" - 2:49
  - 作曲：ジェフ・ハンネマン
10. アトロシティ・ヴェンダー - Atrocity Vendor" - 2:55
  - 作曲：ケリー・キング、トム・アラヤ
11. ユー・アゲインスト・ユー - "You Against You" - 4:21
12. プライド・イン・プレジュダイス - "Pride in Prejudice" - 4:14

## 参加ミュージシャン
- トム・アラヤ - ボーカル、ベース
- ケリー・キング - ギター
- ゲイリー・ホルト - ギター
- ポール・ボスタフ - ドラムス